# Costantinella
Costantinella är ett släkte av svampar. Costantinella ingår i familjen Morchellaceae, ordningen skålsvampar, klassen Pezizomycetes, divisionen sporsäcksvampar och riket svampar.